# 神城断層

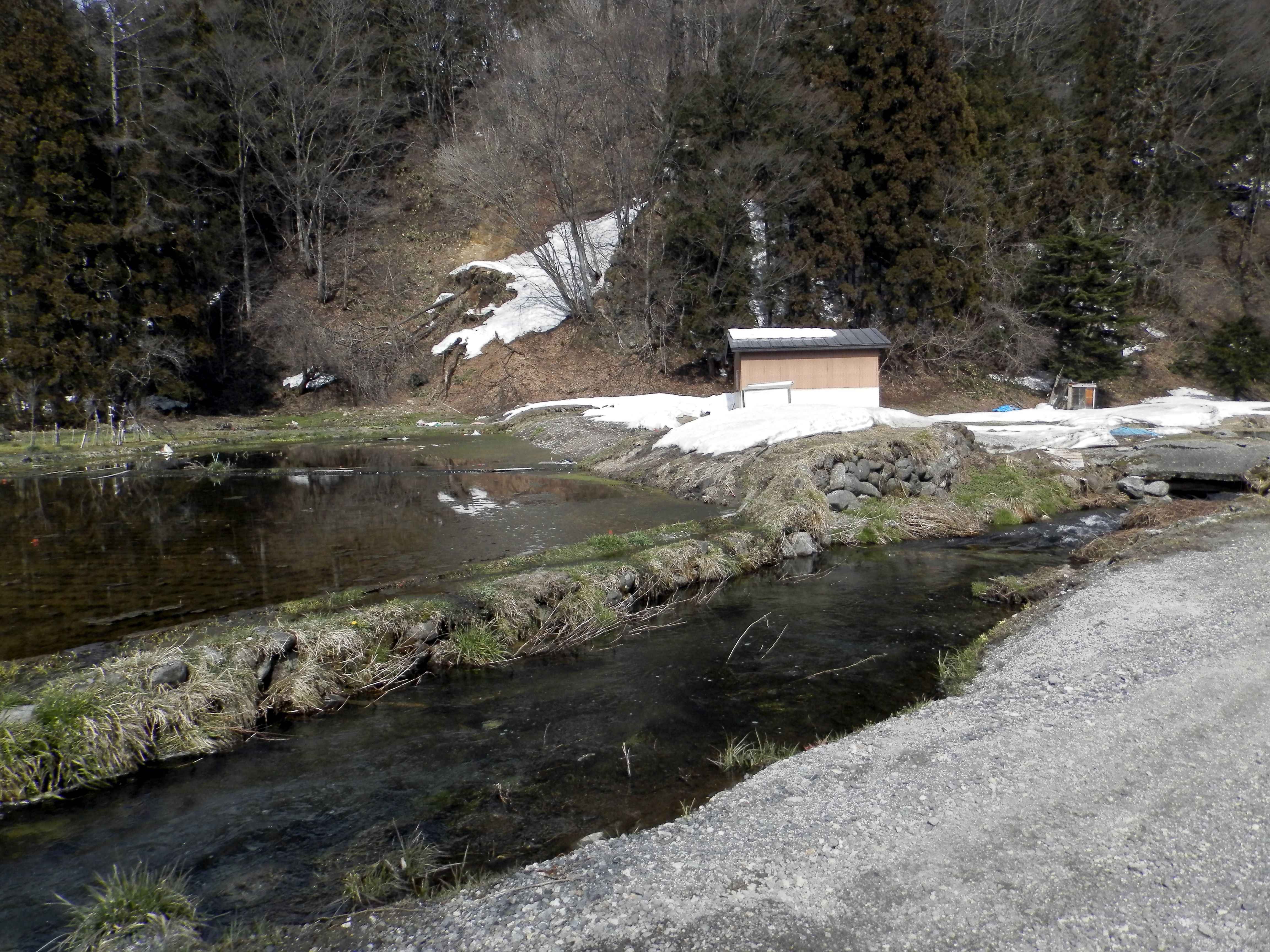
長野県神城断層地震で塩島地区の水田に出現した震源断層の一部。最大変位量を記録したこの場所での垂直変位量は約1m。地震以前は小屋左側の段差は存在せず水田と同一の面にあった

神城断層（かみしろだんそう）は、糸魚川静岡構造線断層帯の北端部にあり、長野県北西部の小谷村から白馬村を経て大町市の青木湖、木崎湖に至る南北ないし北北西-南南東方向に延びる東側隆起の逆断層である。南にある松本盆地の松本盆地東縁断層と共に糸魚川静岡構造線断層帯北部セグメントを構成する。

## 解説
北緯36度32分、東経137度51分付近を南限とする約28kmの東側隆起の断層。この東傾斜の断層構造は中新世に正断層として発生し断層東側の北部フォッサマグナ地域を沈降させる活動を起こした。その後、鮮新世から更新世の圧縮応力場に変化した際に、逆断層として再活動を開始したと考えられる。
断層線は概ね姫川の流路と平行しているが、確認できる断層線は直線性に乏しく不規則で屈曲している。また、西側の北アルプスから運ばれる大量の土砂による堆積で容易に攪乱され、未固結で軟弱な粘土質の堆積物が厚いため変位が地表に到達しにくく、地表の断層トレースは断続的である。1980年代に白馬盆地南部で行われたポーリング調査では、地下54.1mから姶良Tn火山灰層が発見されており、堆積量の多さを知る事が出来る。
断層の北端部と南端部では断層変位地形の様式が異なっており、別の中規模地震でそれぞれに活動をしている可能性が指摘されている。また、白馬村浅間山以北の区間は活動を停止しているとする研究者もいる。
2014年（平成26年）11月22日の長野県神城断層地震で活動した際に地表に表れた断層は、白馬村森上の共和工業（株）敷地内に認められたものが2015年（平成27年）3月5日に白馬村指定天然記念物に指定された。また白馬村域では、縄文時代の船山遺跡や中世の塩島城跡など4遺跡が、いずれも断層地形を利用して営まれていた点が注目されている。

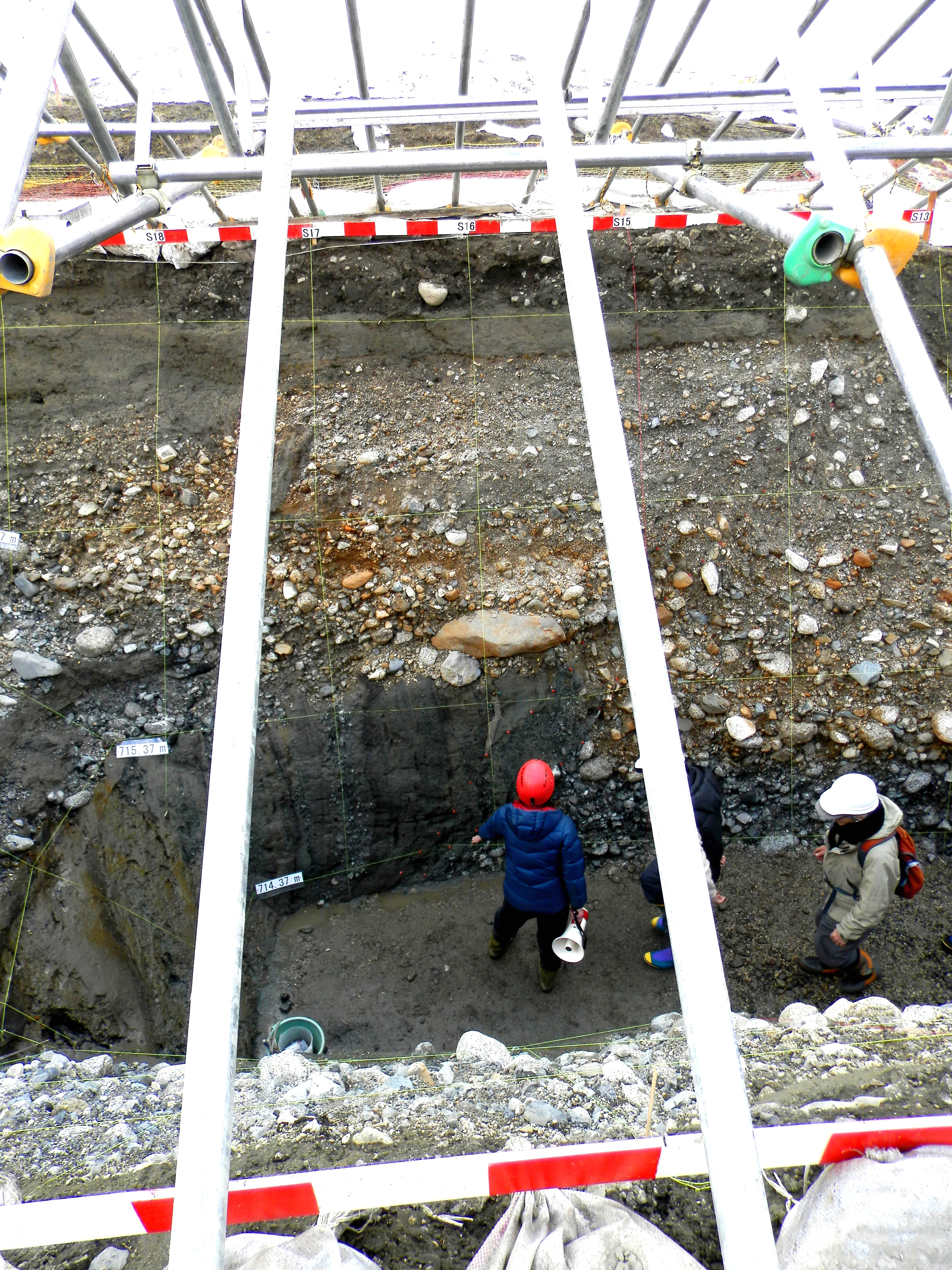
2015年3月に実施されたトレンチ調査で発掘された断層

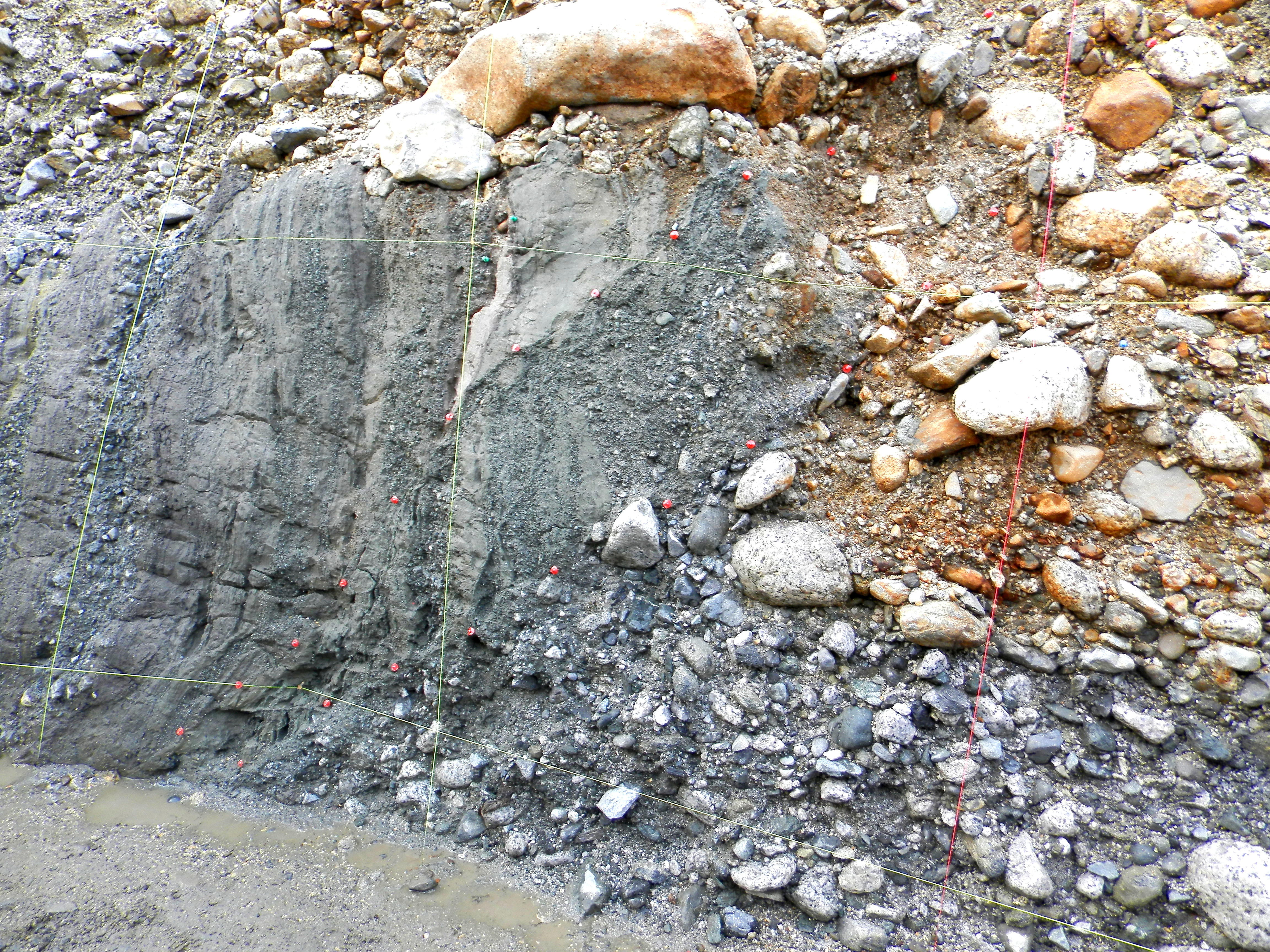
礫層からは約1mの変位を読み取ることが出来る。

## 評価
糸魚川静岡構造線断層帯の北部1（神城活動セグメント）として区分し、以下の様に評価されている。
- 上下成分 : 3.7m/1000年
- 活動間隔 1700年
- 南端 北緯36°32' 東経137°51' 付近
- 最新活動時期 2014年

### おもな調査
糸魚川静岡構造線断層帯の活動歴や平均変位量を知るため、航空写真判読、ボーリング、人工地震による極浅層反射法地震探査、トレンチ調査など様々な技法による調査が行われている。
- 1995年 堀之内地区でトレンチ調査[13]。トレンチ調査による標本は、産業技術総合研究所 地質標本館に収蔵・展示されている[14]。
- 2015年 飯森地区でトレンチ調査、1714年 50cm、2014年 50cmの上下変位が発見された[15]。

## 活動歴

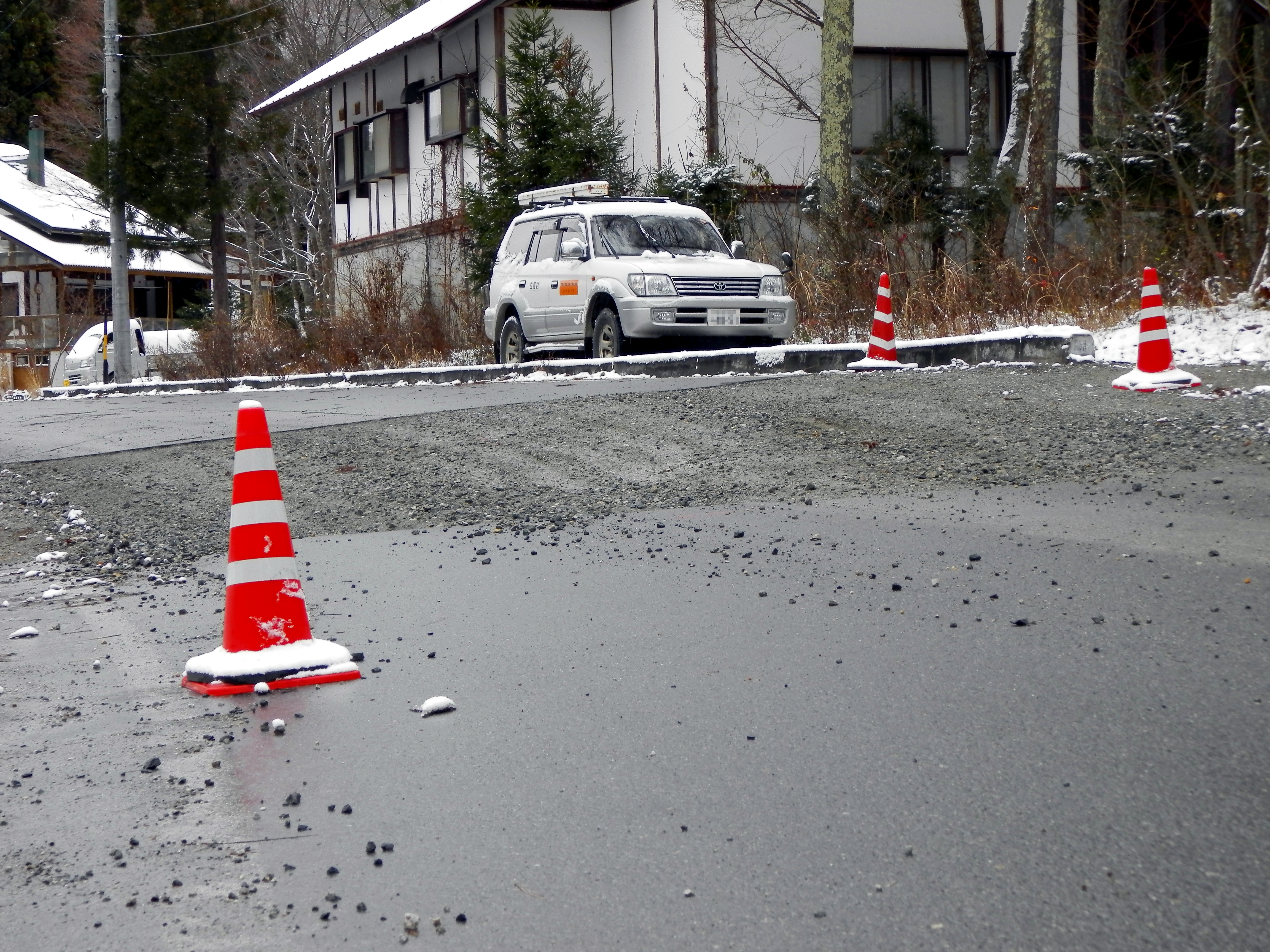
北城大出地区の地表に出現した震源断層の一部。この場所での垂直変位量は約60cm

糸魚川静岡構造線上の他の断層（南部の松本盆地東縁断層、牛伏寺断層など）と連動して活動したのかは不明である。有史以降の明かな活動は下記である。
- 1714年（正徳4年） 4月28日 信濃小谷地震[15] - M 6.4程度。
- 2014年11月22日 長野県神城断層地震 - Mj 6.7、Mw 6.2。地震の規模から全長約20kmに亘って断層が活動したと推定される。

過去の付近での活動
- 762年（美濃・飛騨・信濃）、841年（信濃）M 6.5以上の活動が該当する可能性がある[16]。
- 1841年 信濃 不明。
- 1858年 信濃大町地震 - M 5.7。地震の詳細は不明。宇佐美龍夫は震源域を神城断層南部から松本盆地東縁断層北部と想定している[17]。
- 1918年 大町地震（大正大町地震） - M 6.1 と M 6.5 の双子地震。ただし、起震断層は特定されていない[18]。

## 参考画像

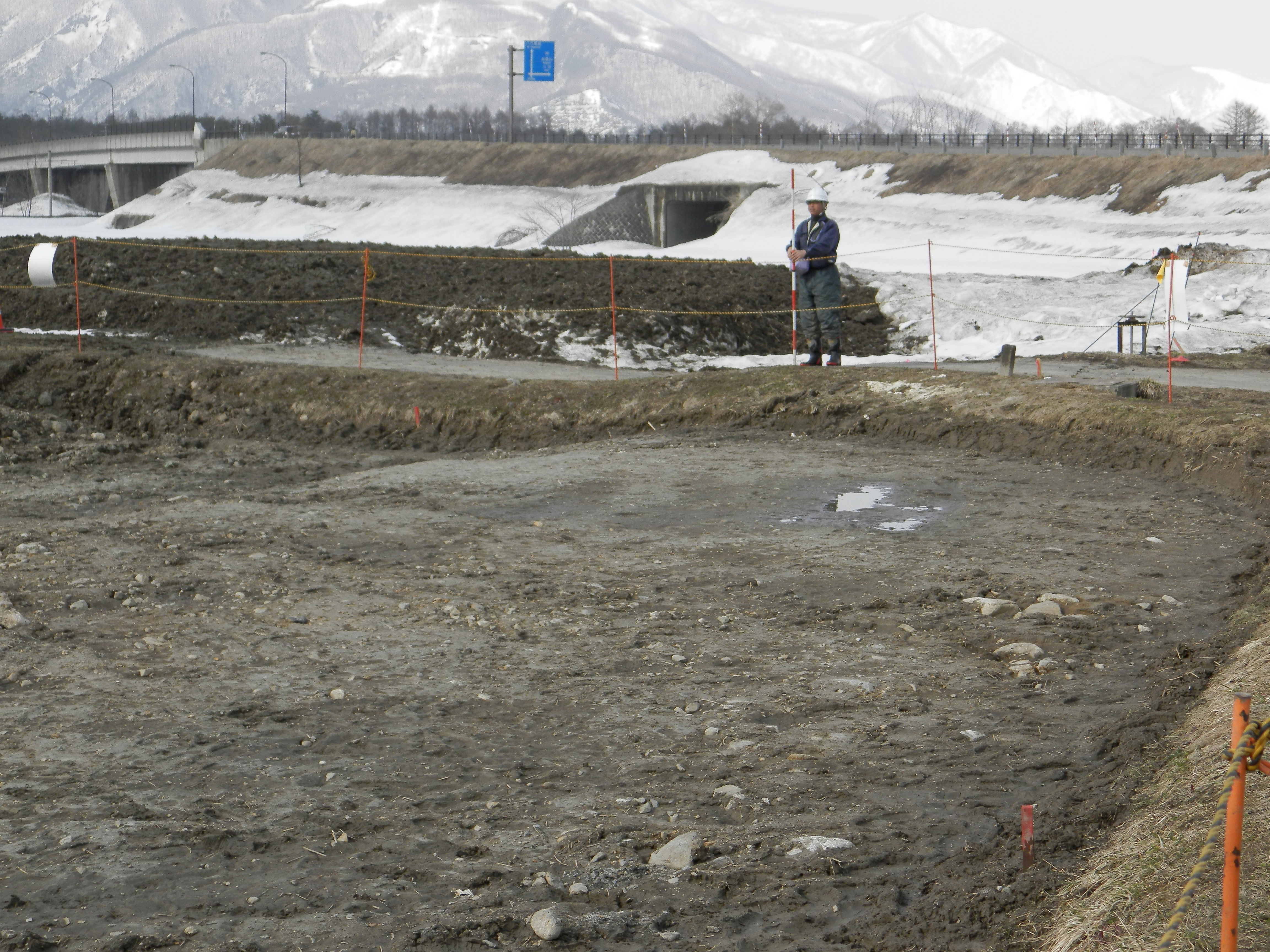
飯森トレンチでの変位量は、約50cm。(北を向いて撮影)
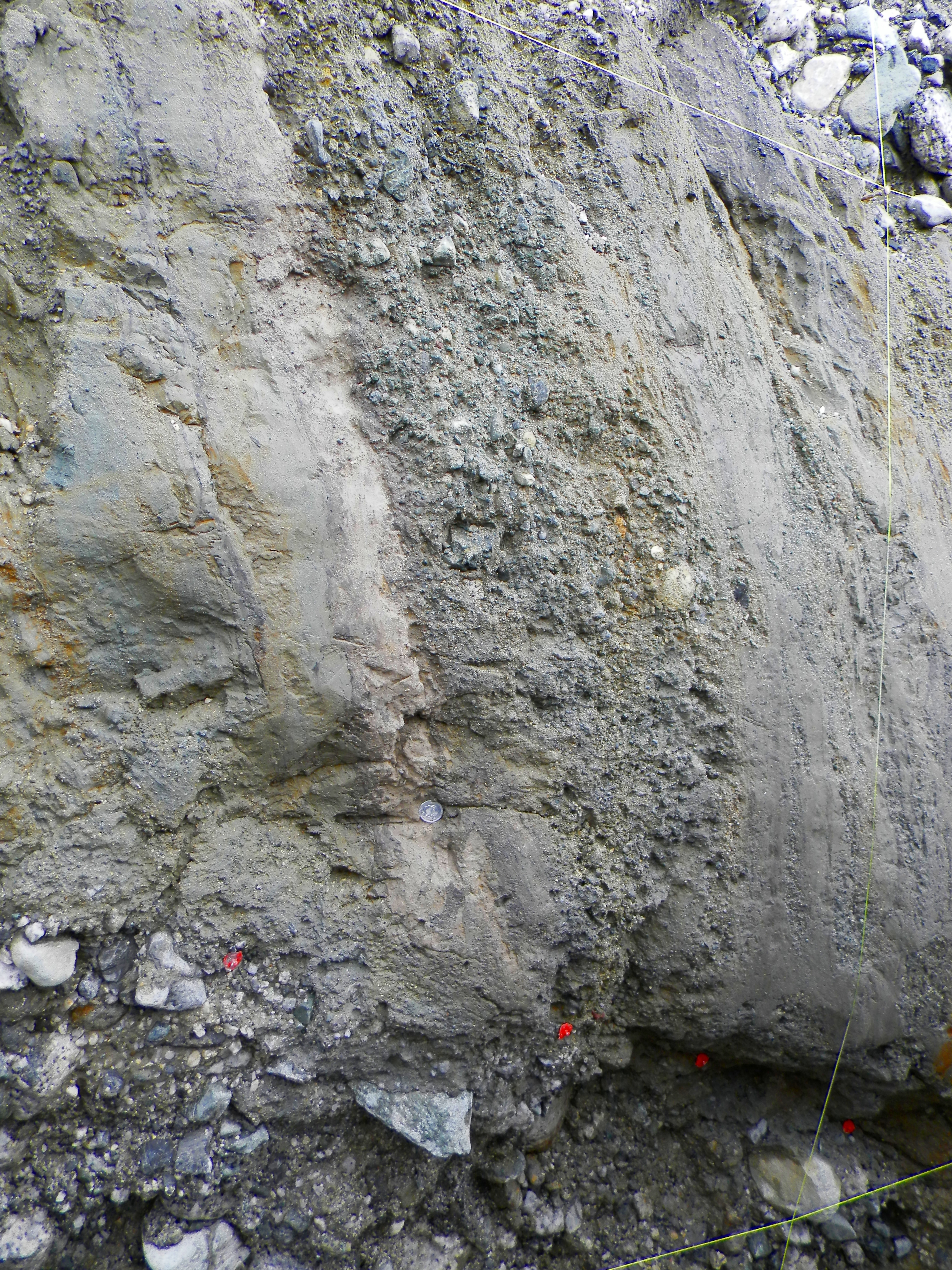
トレンチ北面に見られる断層線とAT層。AT層には目印の1円硬貨が置れている。
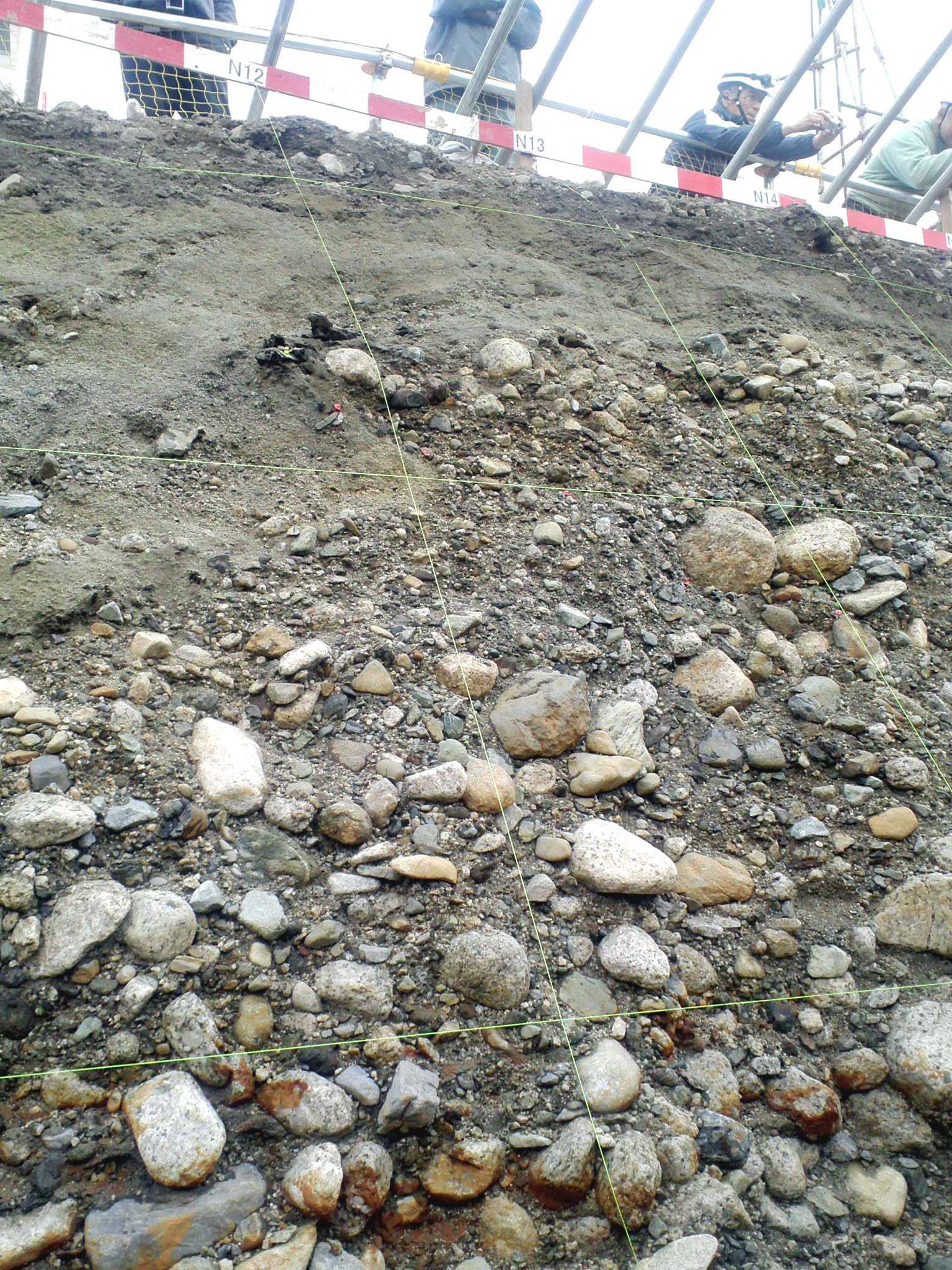
トレンチ北面の上部。表土層と姫川?由来の河川礫堆積物。赤茶色の層が該当する。
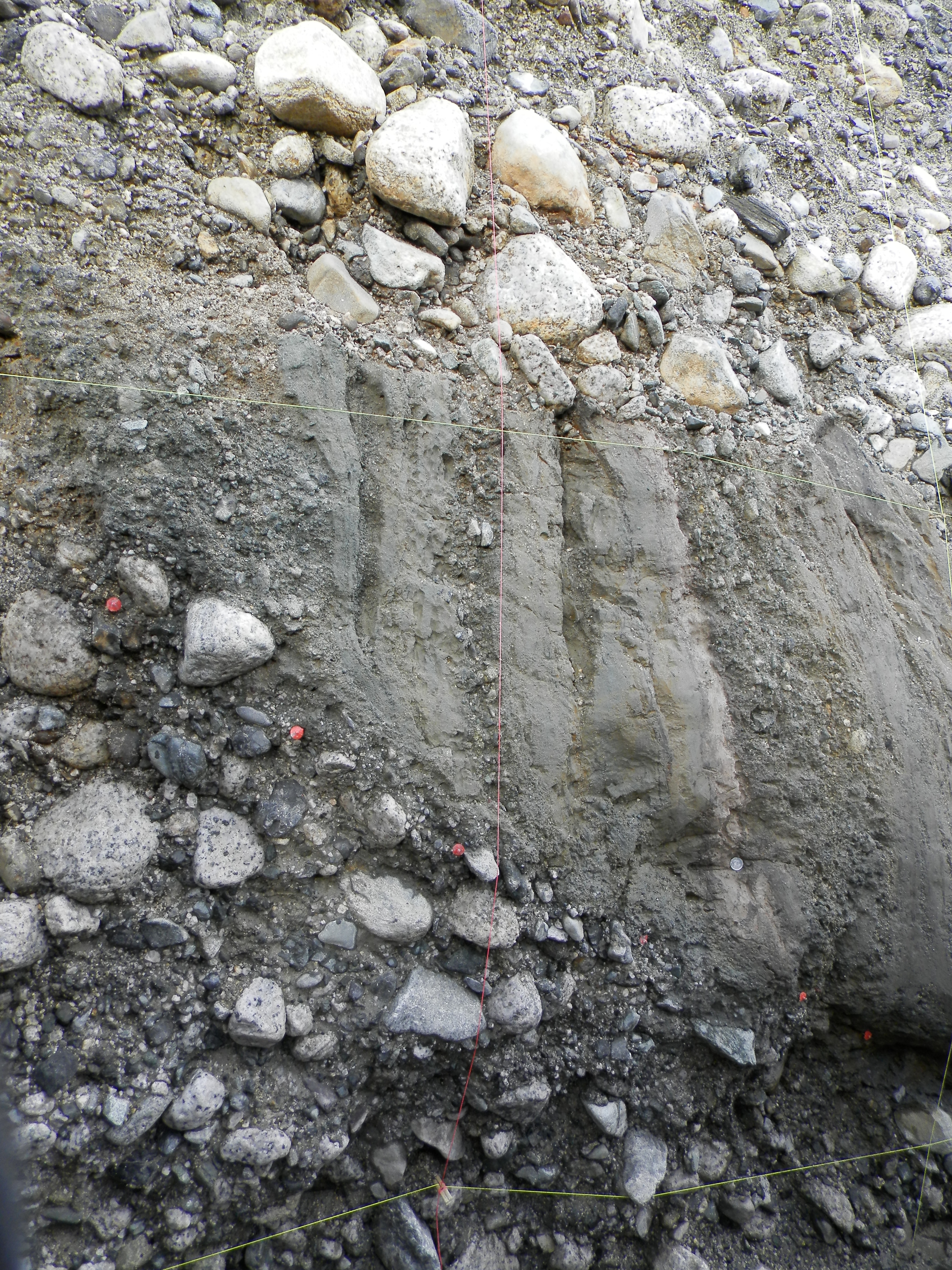
トレンチ北面の下部、赤いピンが断層線。
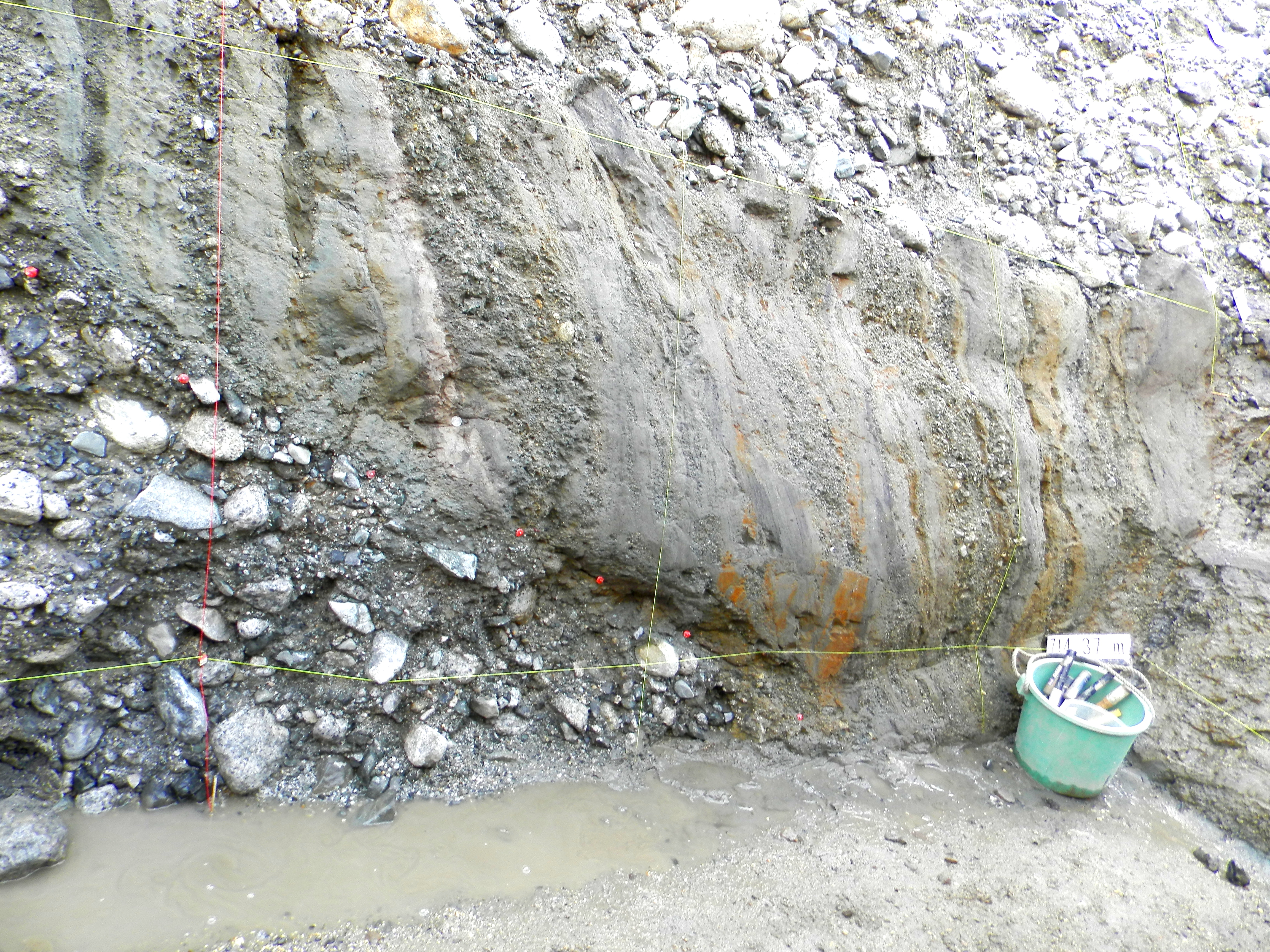
トレンチ北面の最下部、赤いピンが断層線。
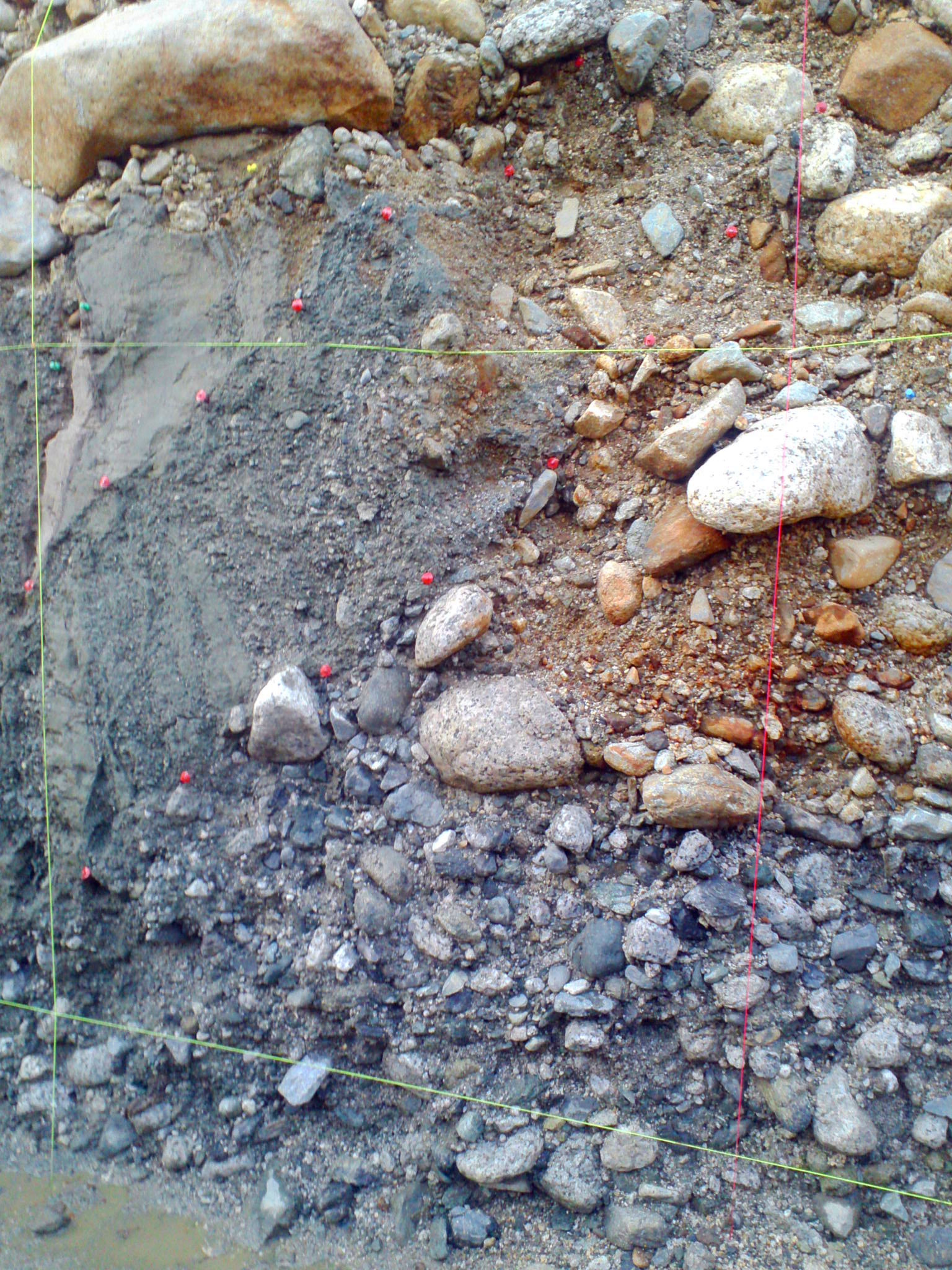
トレンチ南面、断層部
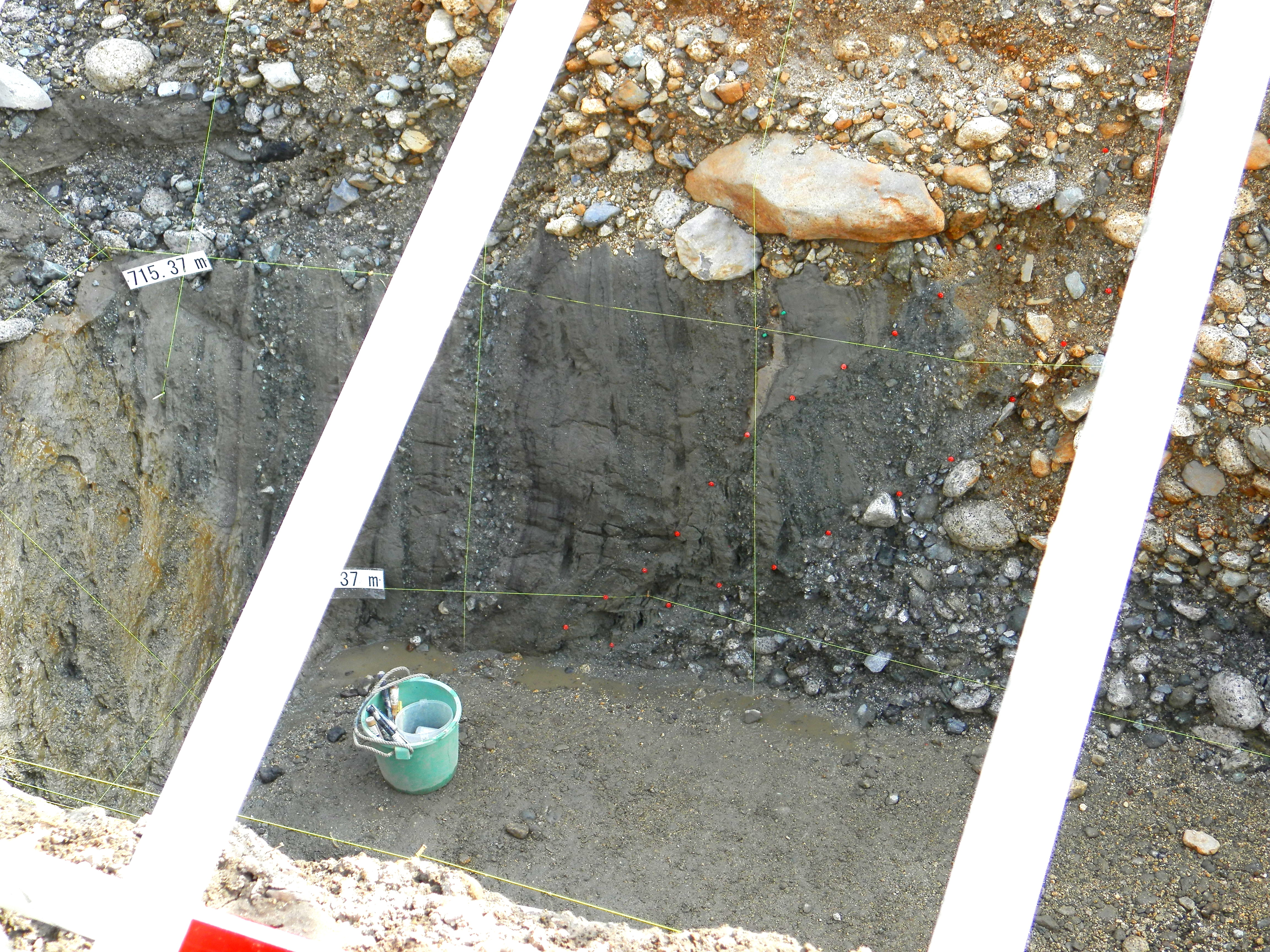
トレンチ南面